# Lyssa zampa
Lyssa zampa là một loài bướm đêm thuộc họ Uraniidae. Nó được tìm thấy ở miền Ấn Độ - Mã Lai.
Sải cánh dài 100–160 mm. Con trưởng thành bay từ tháng 6 đến tháng 8 tùy theo địa điểm.
Ấu trùng ăn các loài Endospermum.

## Hình ảnh

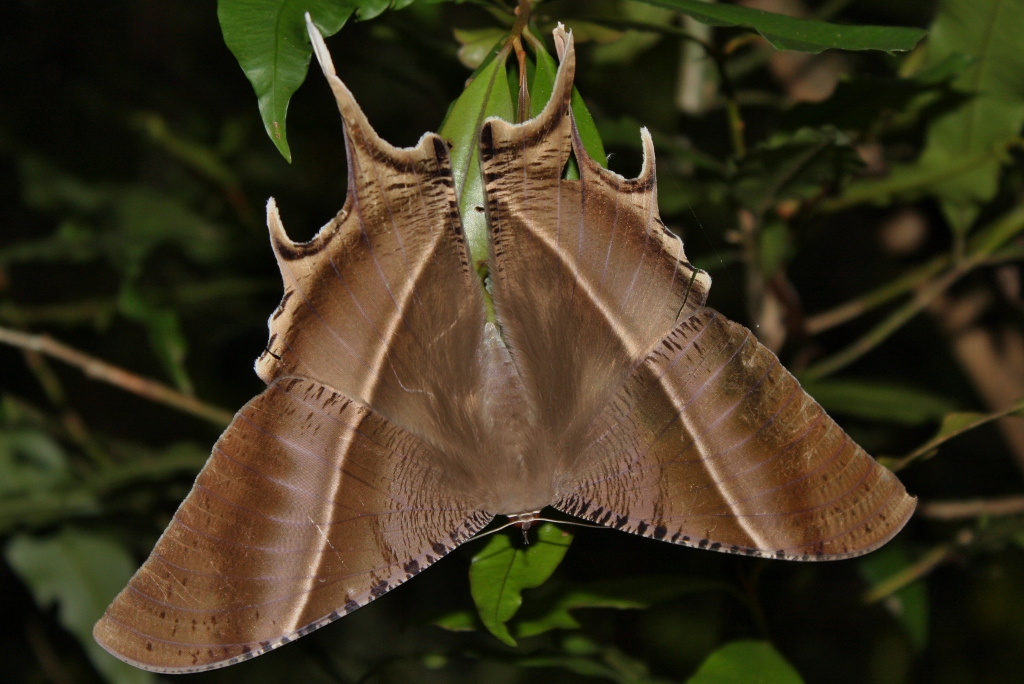
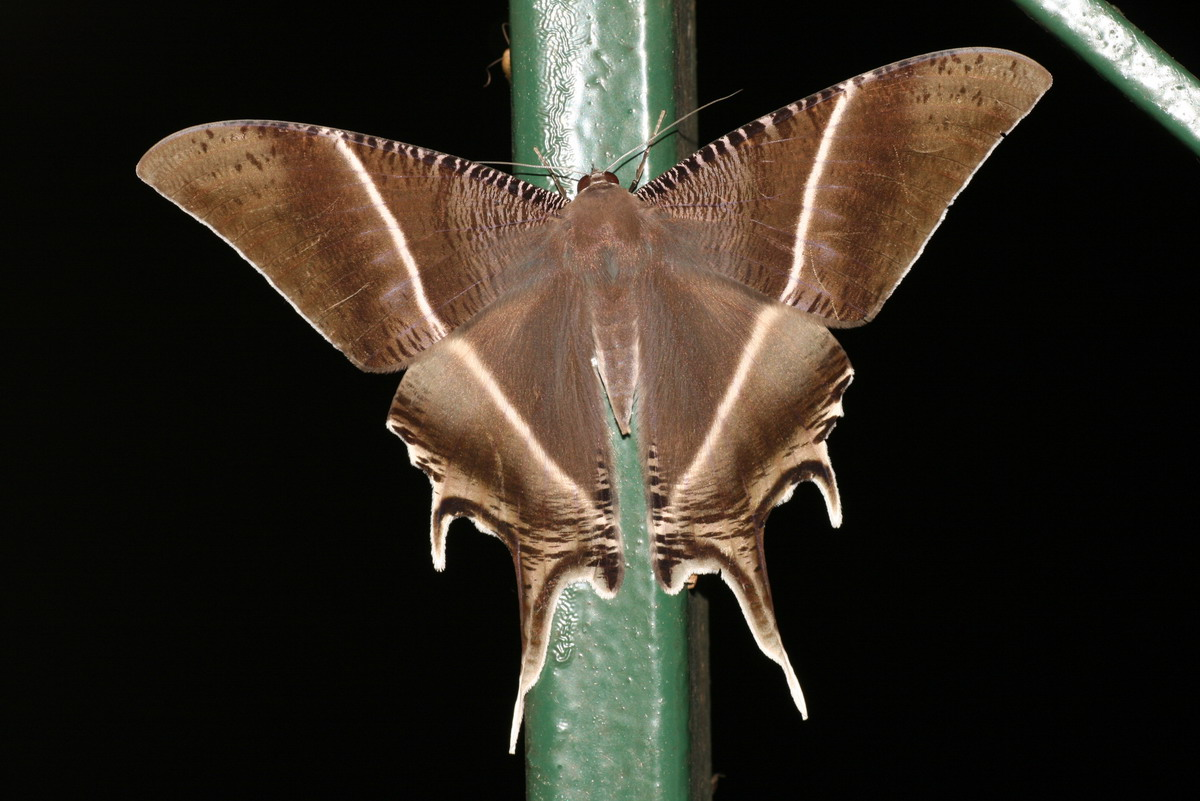
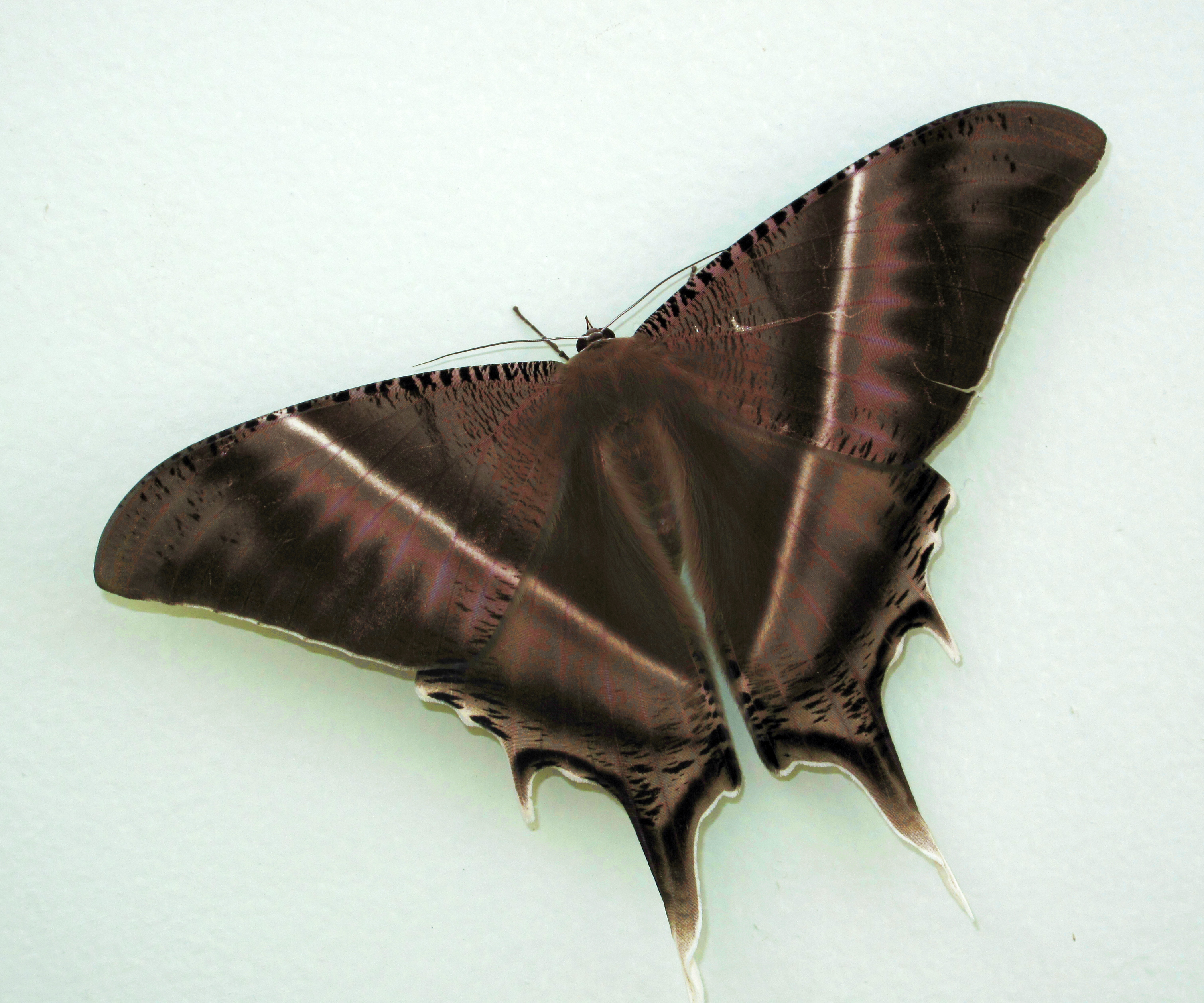
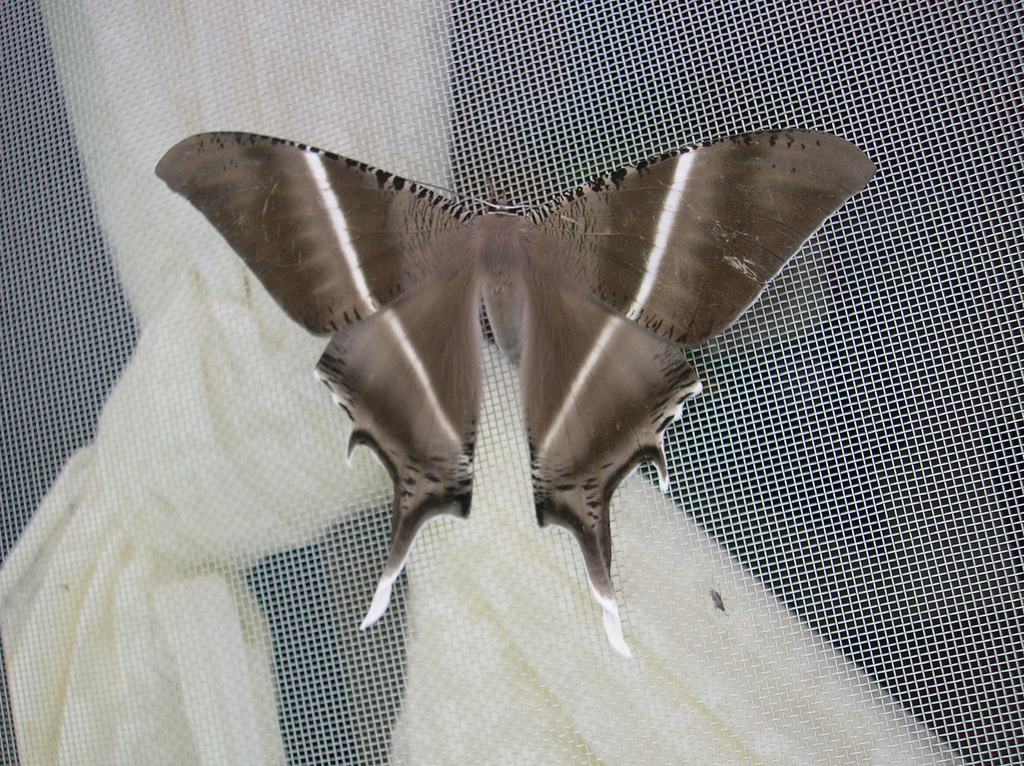